# Lidská práva

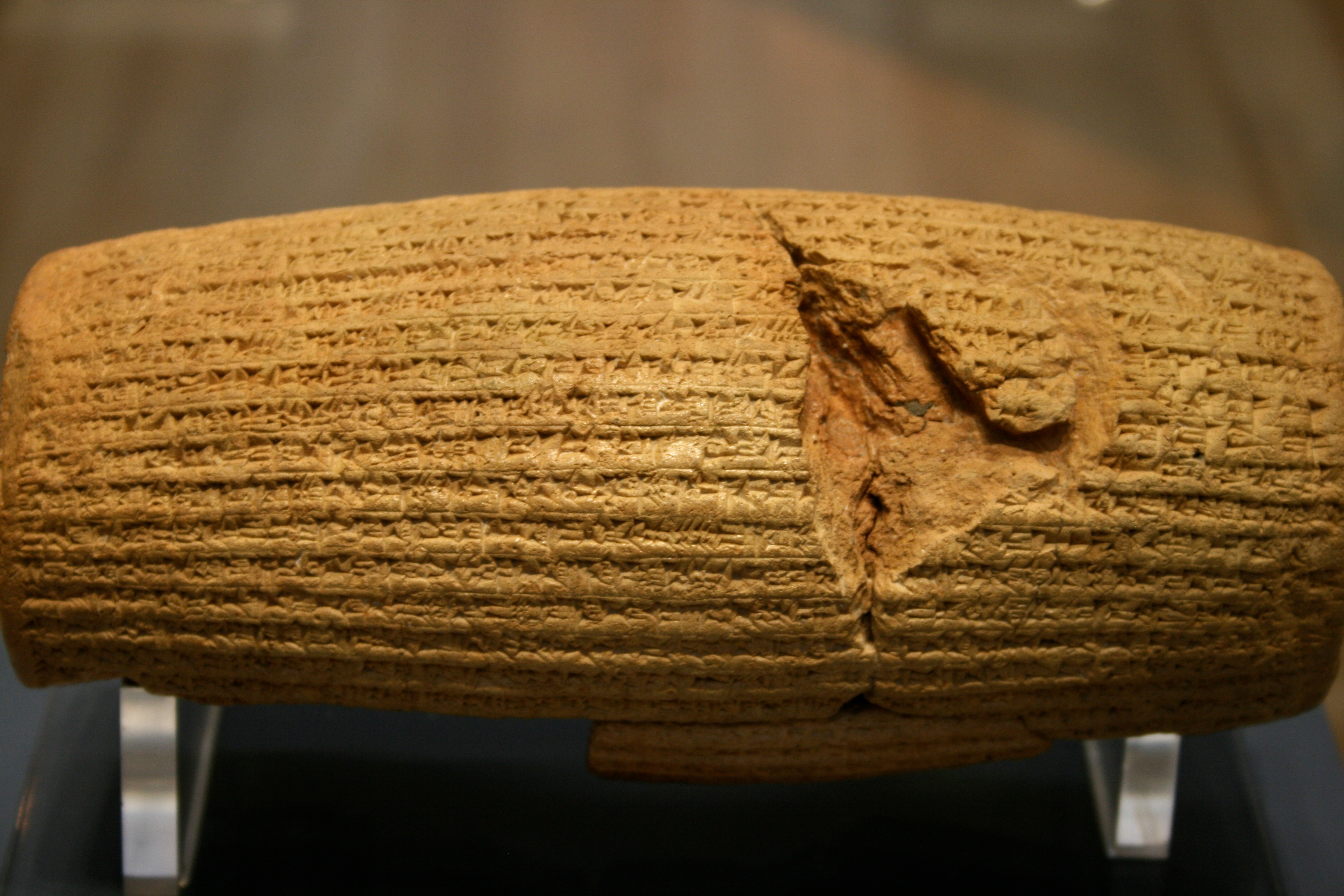
Kýrův válec z Babylonie (538 př. n. l.), obvykle považovaný za „první zápis lidských práv“

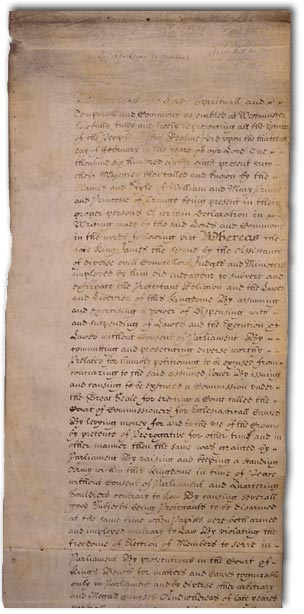
Anglický Bill of Rights z roku 1689 překonal do té doby převažující myšlenku Boží milosti a nahradil ji principem parlamentní suverenity. Tím byla otevřena cesta k politickému prosazení lidských práv.

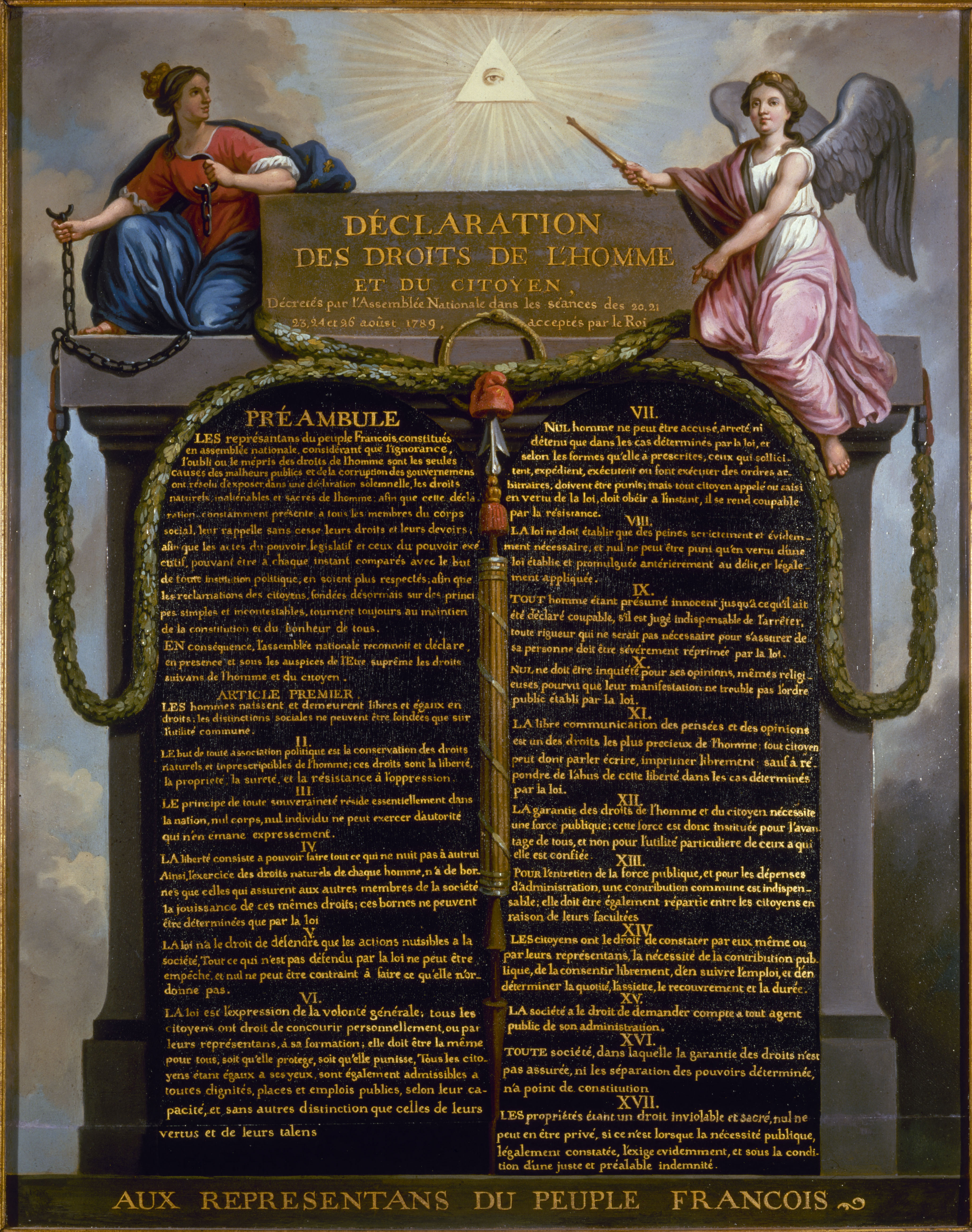
Francouzská Deklarace práv člověka a občana (1789)

Základní lidská práva jsou subjektivní veřejná práva, která jsou v Česku zaručena především ústavní Listinou základních práv a svobod. Základní lidská práva jsou přisuzována každé lidské bytosti, filozoficky a historicky vycházejí z konceptu přirozeného práva.
Obecně vzato nemohou práva fungovat bez povinností. V době přípravy Všeobecné deklarace lidských práv (40. – 60. léta 20. století) byla také diskutována otázka lidských povinností. V 90. létech byl dokonce sestaven návrh Charty lidských povinností. Pro svou malou atraktivitu však nebyla přijata.

## Lidská práva v dějinách

### Nejstarší dějiny
První kodifikované zápisy lidských práv lze sledovat již od doby babylónské říše. Kýrův válec z roku 538 př. n. l. je považován za „první zápis lidských práv“.
Na evropském kontinentu vznikla v roce 1100 Listina svobod (Charter of Liberties), kterou anglický král Jindřich I. dobrovolně podřídil svou moc zákonům, což otevřelo cestu vzniku listiny Magna charta libertatum, jejíž podpis si na anglickém králi Janovi vymohli angličtí šlechtici již roku 1215. Magna charta byl první dokument omezující pravomoci panovníka vůči jeho poddaným na základě zákona. Magna charta prakticky ve středověku nijak výrazně neomezovala pravomoci panovníka, ale v době občanské války se stala důležitým symbolem pro ty, kteří chtěli zdůraznit, že jednání krále podléhá zákonům. V době vzniku sloužila především pro záruky šlechtické vrstvě proti svévoli krále, průběhem staletí však značně ovlivnila rozvoj anglického obyčejového práva a docházelo k rozšíření práv i na poddané.

### 18. století
Ve druhé polovině 18. století osvícenství teorií přirozených lidských práv a novými teoriemi o státu připravilo[zdroj?] prostor pro buržoazní revoluce a vznik konstitucionalismu v Evropě. V jeho rámci vzniká snaha o rozšíření hlavních práv na široké vrstvy obyvatelstva. Jsou formulovány Listiny práv, které mají význam politický pro aktivizaci politické podpory, ale i pro ústavní právo. Nejvýznamnějším dokumentem této epochy byla Deklarace práv člověka a občana vzniklá během Velké francouzské revoluce 1789. Pozdější byly Listiny práv vydávané některými státy ve vznikajících Spojených státech amerických a použitý způsob argumentace v Deklaraci nezávislosti Spojených států amerických.

### USA
Navzdory četným vyhlášením lidských práv nedocházelo automaticky k jejich přijetí v praxi, nebo i právní úprava byla jen omezená. Například v USA nebyla lidská práva zpočátku přiznávána otrokům. Po válce Severu proti Jihu sice bylo zrušeno otroctví, prosazení všeobecné rovnosti v lidských právech pro černošské obyvatelstvo ale trvalo až do druhé poloviny 20. století. Ještě před několika desetiletími museli američtí černoši usilovat o rovnoprávnost (Martin Luther King).

### OSN
V rámci mnoha evropských zemí bylo zavedeno plné hlasovací právo pro všechny muže až na přelomu 19. a 20. století, po první světové válce i pro ženy. Jako reakce na druhou světovou válku byla v roce 1948 OSN přijata Všeobecná deklarace lidských práv, která označila všechny lidské bytosti za svobodné a rovnoprávné bez ohledu na pohlaví, rasu, národnost a náboženství. Deklarace není právně závazná, nicméně inspirovala rozvoj dalších listin lidských práv a součástí ústav různých států.
V průběhu posledních dvou staletí došlo k rozvoji lidských práv. Hovoří se o 3 až 4 generacích úprav lidských práv.

### Ostatní kulturní prostředí
Mimo euroatlantickou civilizaci existují ve světě rozsáhlé civilizační oblasti, které odmítají koncepci lidských práv uznat principiálně vůbec a označují ji za kulturně podmíněnou a pro ně nevhodnou.[kde?] V praxi jsou stále v mnoha zemích lidská práva právně nezaručena nebo ignorována. Některé kultury přiznávají například ženám méně práv než mužům, v totalitních režimech jsou občanům upírána některá nebo všechna lidská práva (mimo jiné i politická práva jako právo svobodné volby).[kde?]

## Lidská práva v současnosti
Významnou roli v oblasti obrany a propagace lidských práv ve světě dnes hrají i spolky na ochranu lidských práv. Po roce 1989 začala podobná sdružení působit i v Česku. K celosvětově největším patří Human Rights Watch, Amnesty International, v Česku například dále Člověk v tísni, Liga lidských práv.
Dodržování lidských práv ve státech, které se hlásí k dodržování lidských práv, je právní cestou zajišťováno nyní nejúčinněji[zdroj⁠?!] přes evropskou Úmluvu o ochraně lidských práv a základních svobod, vyhlášenou v roce 1950 pod záštitou Rady Evropy. V rámci této mezinárodní smlouvy je možné v oblasti lidských práv žalovat státy, které dohodu ratifikovaly, u Evropského soudu pro lidská práva ve Štrasburku, pokud jejich vnitrostátní právní mechanismy zajišťování lidských práv, přijatých úmluvou, selžou. Československo smlouvu ratifikovalo až 18. března 1992.
V posledních desetiletích 20. století vznikaly diskuse o dalším rozšiřování rozsahu politických práv. Prohlášeným cílem[kým?] je třeba dosažení větší participace občanů v politice, včetně iniciativ a referend. Tato diskuse vedla k založení množství spolků po celém světě, jedním z prvních je například německá „Více demokracie“ (Mehr Demokratie). Vedle universitních, jak specializovaných tak multidisciplinárních, komparativních studií na vědeckých institutech po celém světě, vznikly i instituty, které se věnují realizaci těchto poznatků v praxi. Naproti tomu vznikají i nové iniciativy, například práva dítěte, práva otců, jazyková práva, práva na fungující justici, právo na integritu (omezení korupce), právo na řešení konfliktů bez násilí, práva homosexuálů, práva zvířat.

## Lidská práva v Česku
Česká a Slovenská Federativní Republika vyhlásila ústavním zákonem č. 23/1991 Sb. Listinu základních práv a svobod. Listina základních práv a svobod je podle Ústavy České republiky součástí ústavního pořádku České republiky a byla vyhlášena ve Sbírce zákonů pod číslem 2/1993 Sb.
Základní lidská práva jsou v Česku garantována jednak Ústavou České republiky a Listinou základních práv a svobod, jednak řadou mezinárodních smluv, například Úmluvou proti mučení, Úmluvou o právech dítěte a zejména evropskou Úmluvou o ochraně lidských práv a základních svobod (tuto úmluvu vykládá a aplikuje Evropský soud pro lidská práva ve Štrasburku).